# Tomasz Wiśniewski (inżynier)
Tomasz Stefan Wiśniewski (ur. 18 listopada 1959 w Warszawie) – polski inżynier, profesor nauk technicznych o specjalności silniki spalinowe, termodynamika, wymiana ciepła, działacz opozycji demokratycznej w PRL. Profesor zwyczajny na Wydziale Mechanicznym Energetyki i Lotnictwa Politechniki Warszawskiej.

## Życiorys
W 1978 ukończył III Liceum Ogólnokształcące im. gen. Józefa Sowińskiego w Warszawie. Studiował mechanikę na Wydziale Mechanicznym Energetyki i Lotnictwa Politechniki Warszawskiej. W 1983 ukończył studia magisterskie na MEiL PW. 30 marca 1993 obronił na tym wydziale rozprawę doktorską pt. Badanie wymiany ciepła przy periodycznym styku ciał stałych, a 7 grudnia 2004, także na MEiL PW, uzyskał habilitację. Nominację profesorską w dziedzinie nauk technicznych otrzymał 22 marca 2018. W ramach pracy naukowo–badawczej zajmuje się zagadnieniami związanymi z wymianą ciepła i termodynamiką w tym szczególnie zastosowaniem termografii w podczerwieni oraz badaniem właściwości cieplnych materiałów.  
Kierownik Zakładu Termodynamiki w Instytucie Techniki Cieplnej MEiL PW. Przewodniczący Rady Naukowej Dyscypliny Inżynieria Środowiska, Górnictwo i Energetyka PW w kadencji 2019–2020. Członek zespołu redakcyjnego czasopisma naukowego Archive of Mechanical Engineering. Laureat wielu nagród uczelnianych i ministerialnych. 

### Działalność opozycyjna i polityczna
Od 1980 był członkiem Niezależnego Zrzeszenia Studentów PW, w tym członkiem Komisji Wydziałowej na MEiL odpowiedzialny za sprawy kulturalno-oświatowe. Zajmował się kolportowaniem wydawnictw niezależnych. W 1981 był członkiem Komitetu Strajkowego w czasie strajku, będącego wyrazem solidarności ze studentami Wyższej Szkoły Inżynierskiej w Radomiu. Do 22 stycznia 1982 był rozpracowywany przez Wydz. III Komendy Wojewódzkiej Milicji Obywatelskiej w Białymstoku, w ramach SOS krypt. Organizacja, a do 27 maja 1983 w ramach SOR krypt. Uparty.
W latach 1991-1992 był członkiem Zjednoczenia Chrześcijańsko-Narodowego, w latach 1992-1996 Akcji Polskiej, w 1996 Ruchu Odbudowy Polski, a od 1996 Ruchu Katolicko-Narodowego.

## Życie prywatne
Jest żonaty, ma dwóch synów. Jego bratem jest fizyk, prof. Andrzej Wiśniewski.

## Ordery i odznaczenia
- Srebrny Krzyż Zasługi (2002)[10]
- Krzyż Wolności i Solidarności (2017)[11]
- Krzyż Kawalerski Orderu Odrodzenia Polski (2017)[12]
- Medal Komisji Edukacji Narodowej (2019)[13]

## Wybrane publikacje
- Wiśniewski S., Wiśniewski T., Wymiana ciepła, Wydawnictwo WNT, Warszawa 2015, ISBN 978-83-63623-26-5.
- Furmański P., Wiśniewski T., Banaszek J., Thermal contact resistance and other thermal phenomena at solid-solid interface, ITC PW, Warszawa 2008, ISBN 978-83-901411-3-8.
- Furmański P., Wiśniewski T., Banaszek J., Izolacje cieplne: mechanizmy wymiany ciepła, właściwości cieplne i ich pomiary, ITC PW, Warszawa 2006, ISBN 83-901411-2-4.
- Wiśniewski T., Badanie procesów wymiany ciepła w wybranych elementach silników tłokowych, Oficyna Wydawnicza PW, Warszawa 2004.

## Wybrane patenty
- Patent nr 228039 (25 września 2017), Materiał kompozytowy o osnowie polimerowej i sposób wytwarzania materiału kompozytowego, współautor[14].
- Patent nr 230433 (31 października 2018), Płyta termiczna stabilizująco-nawilżająca, współautor[15].
- Patent nr 410702 (31 października 2018), Układ stabilizacji temperatury i wilgotności do badania materiałów tekstylnych, współautor[4].